# داماد پیدا شد
داماد پیدا شد (به هندی: Dulha Mil Gaya) فیلمی محصول سال ۲۰۱۰ و به کارگردانی موداسار عزیز است. در این فیلم بازیگرانی همچون فردین خان، سوشمیتا سن، شاهرخ خان، تارا شارما، جانی لور، پاریکشیت سهنی، انوشکا مانچاندا ایفای نقش کرده‌اند.